# Weißflügel-Staffelschwanz
Der Weißflügel-Staffelschwanz (Malurus leucopterus) ist eine australische Vogelart.

## Merkmale
Der Weißflügel-Staffelschwanz erreicht eine Körperlänge von 12 cm.

Bei der Festland-Unterart Malurus l. leuconotus hat das dominante, mindestens drei Jahre alte Männchen ein blaues Gefieder mit weißen Flügeln und braunen Deckfedern. Das Weibchen ist am Rücken braungelb und an der Unterseite weiß gefärbt.
Die Männchen der Nominatform Malurus l. leucopterus, die auf Dirk Hartog Island in der Shark Bay vorkommt und die einer weiteren Unterart, Malurus l. edouardi, die auf der Barrow-Insel leben, sind schwarz gefärbt und haben einen blauen Schwanz.

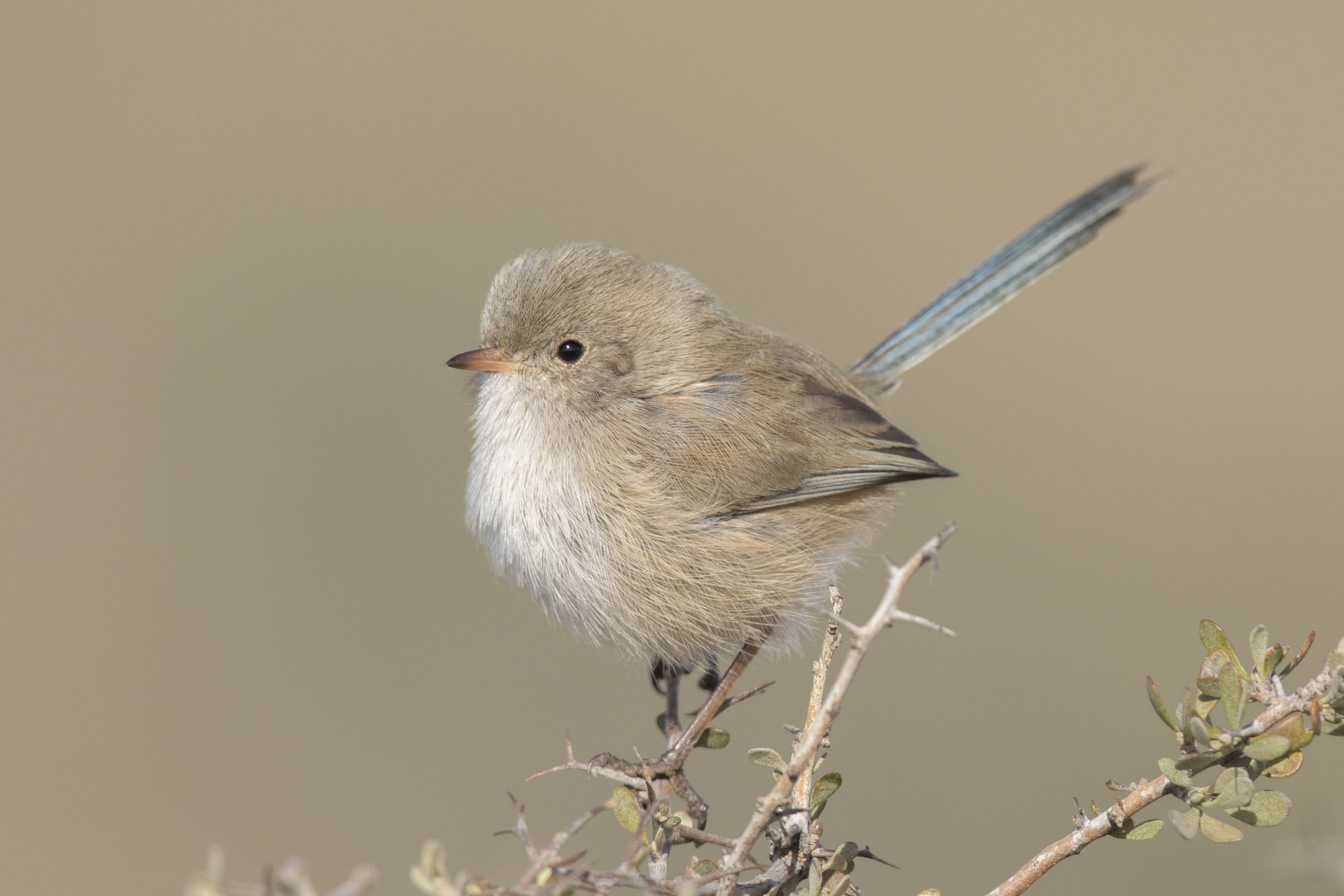
Weibchen

## Vorkommen
Der Weißflügel-Staffelschwanz lebt im Dickicht und im Unterholz in Bodennähe.
Das Verbreitungsgebiet umfasst West- und Inneraustralien.

## Verhalten
Der Weißflügel-Staffelschwanz ernährt sich von Insekten.

## Fortpflanzung
Die Brutzeit dauert von August bis Februar. Neben dem Brutpaar gibt es noch bis zu vier Bruthelfer.
Der Weißflügel-Staffelschwanz baut in Bodendickichten ein kugelförmiges Nest mit Seiteneingang aus Gräsern und Spinnweben. Das Gelege aus drei bis vier Eiern wird 14–15 Tage lang bebrütet. Die Nestlingszeit dauert 10–11 Tage.